# Collevecchio
Collevecchio är en ort och kommun i provinsen Rieti i regionen Lazio i Italien. Kommunen hade 1 544 invånare (2018).